# Cimitero Monumentale della Certosa di Ferrara
Koordinaten: 44° 50′ 43,5″ N, 11° 37′ 36,5″ O

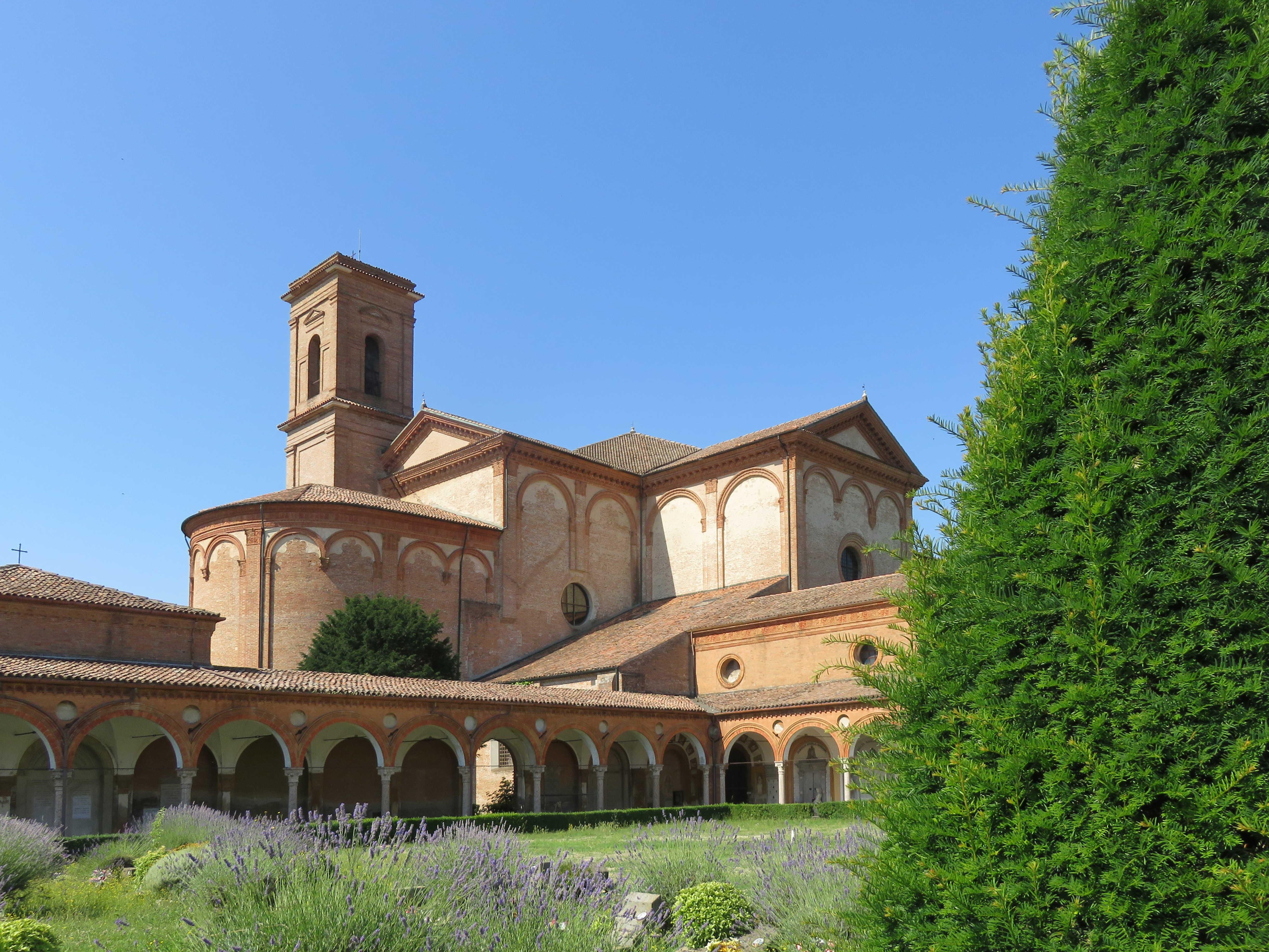
San Cristoforo alla Certosa vom zweiten Kreuzgang aus gesehen.

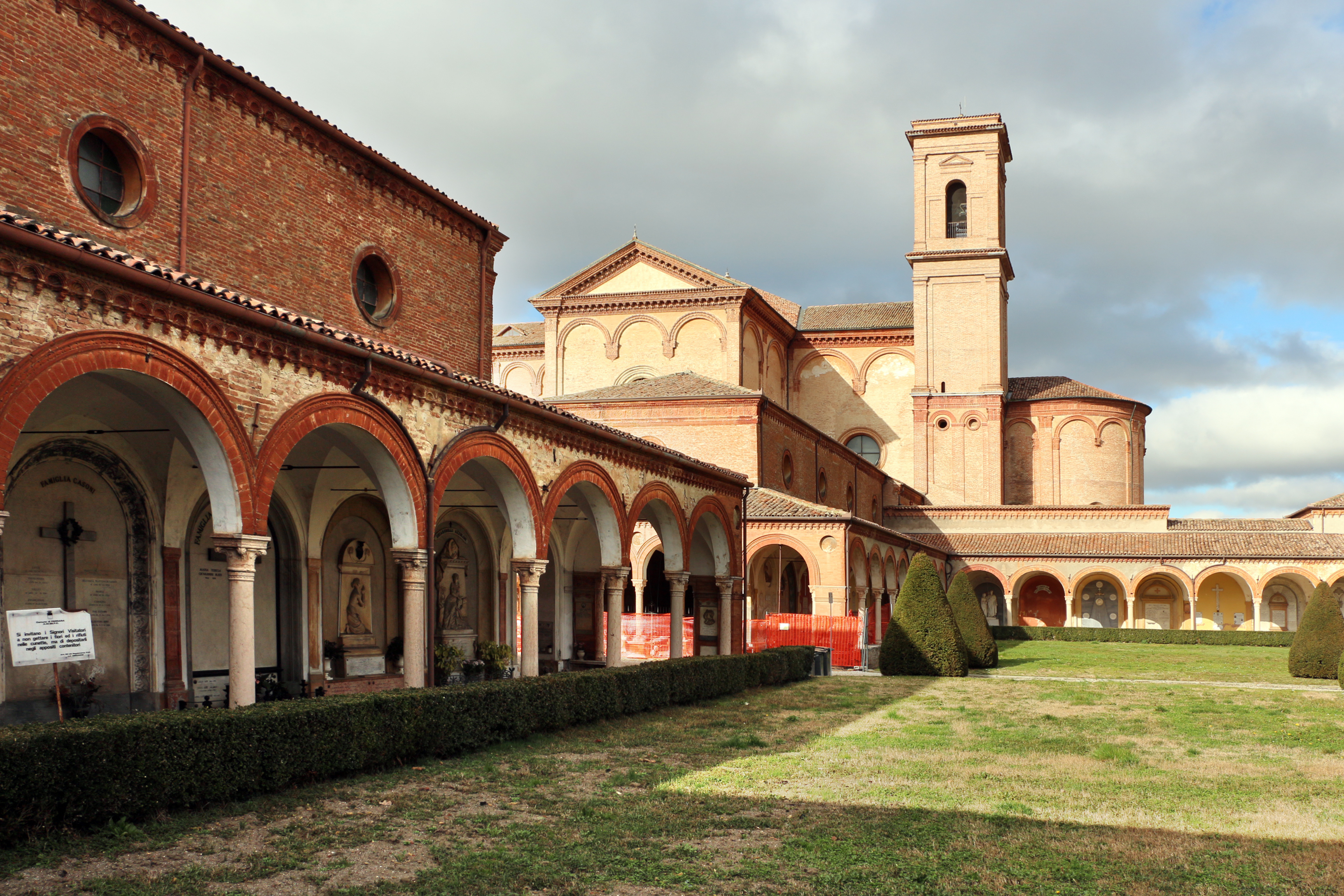
San Cristoforo alla Certosa vom ersten Kreuzgang aus gesehen

Der Cimitero Monumentale della Certosa di Ferrara ist der Hauptfriedhof der Stadt, der sich innerhalb der Stadtmauern von Ferrara befindet und zur Siedlung Addizione Erculea gehört.

## Geschichte

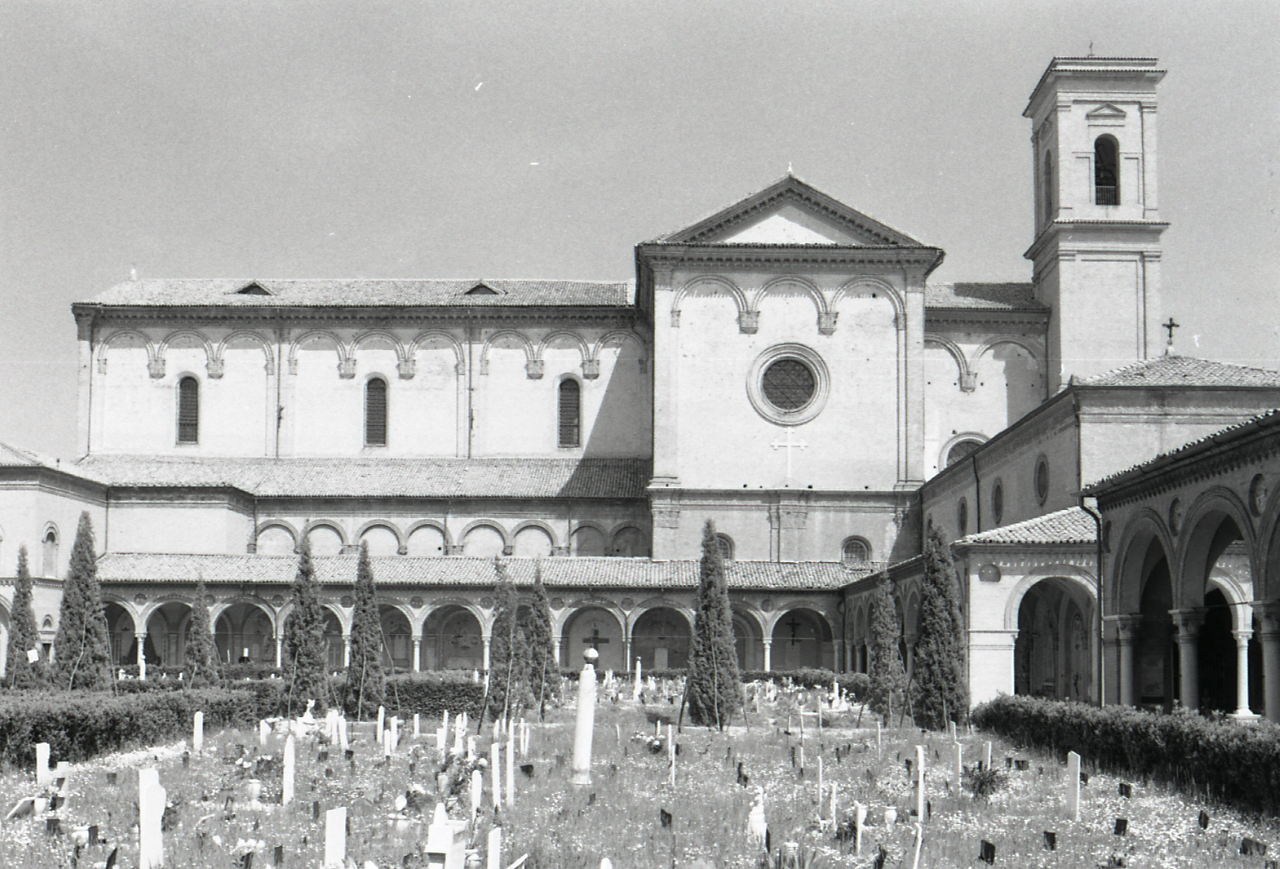
Ansicht des Friedhofs von Certosa im Jahr 1969 auf einem Foto von Paolo Monti.

Der Komplex (zu dem auch die Kirche San Cristoforo alla Certosa gehört) wurde ursprünglich im Jahr 1452 auf Initiative von Borso d’Este als Kartäuserkloster gegründet und der Tradition zufolge außerhalb der Stadtmauern errichtet (damals gingen die Stadtmauern nicht weiter nördlich als die Achse, die damals vom Corso della Giovecca eingenommen wurde). Nach der Schließung des Klosters, nach der napoleonischen Niederlage, wurden die Mönche vertrieben und die Gebäude als Militärkaserne genutzt. Es wurde dann von der Gemeinde Ferrara gekauft und ab 1813 endgültig in einen städtischen Friedhof umgewandelt.
Der Architekt Ferdinando Canonici war für die Umgestaltung des Geländes mit den geschwungenen Arkaden, die den breiten grünen nach San Cristoforo führenden Rasen begrenzen, und den beiden Haupteingängen zum Friedhof verantwortlich. Nach Carlo Bassi erinnert die große Grünfläche davor an den Piazza dei Miracoli in Pisa. Die Mönchszellen des Kartäuserklosters sind im Laufe der Zeit zu Adelskapellen umgestaltet worden und der gesamte Komplex wurde in den dreißiger, fünfziger und siebziger Jahren erweitert.
Bei dem Erdbeben, das die Stadt Ferrara am 20. und 29. Mai 2012 erschütterte, wurden viele Teile der historischen Struktur beschädigt und wegen Einsturzgefahr für die Öffentlichkeit gesperrt und deshalb verbarrikadiert.

### Der nahe gelegene jüdische Friedhof

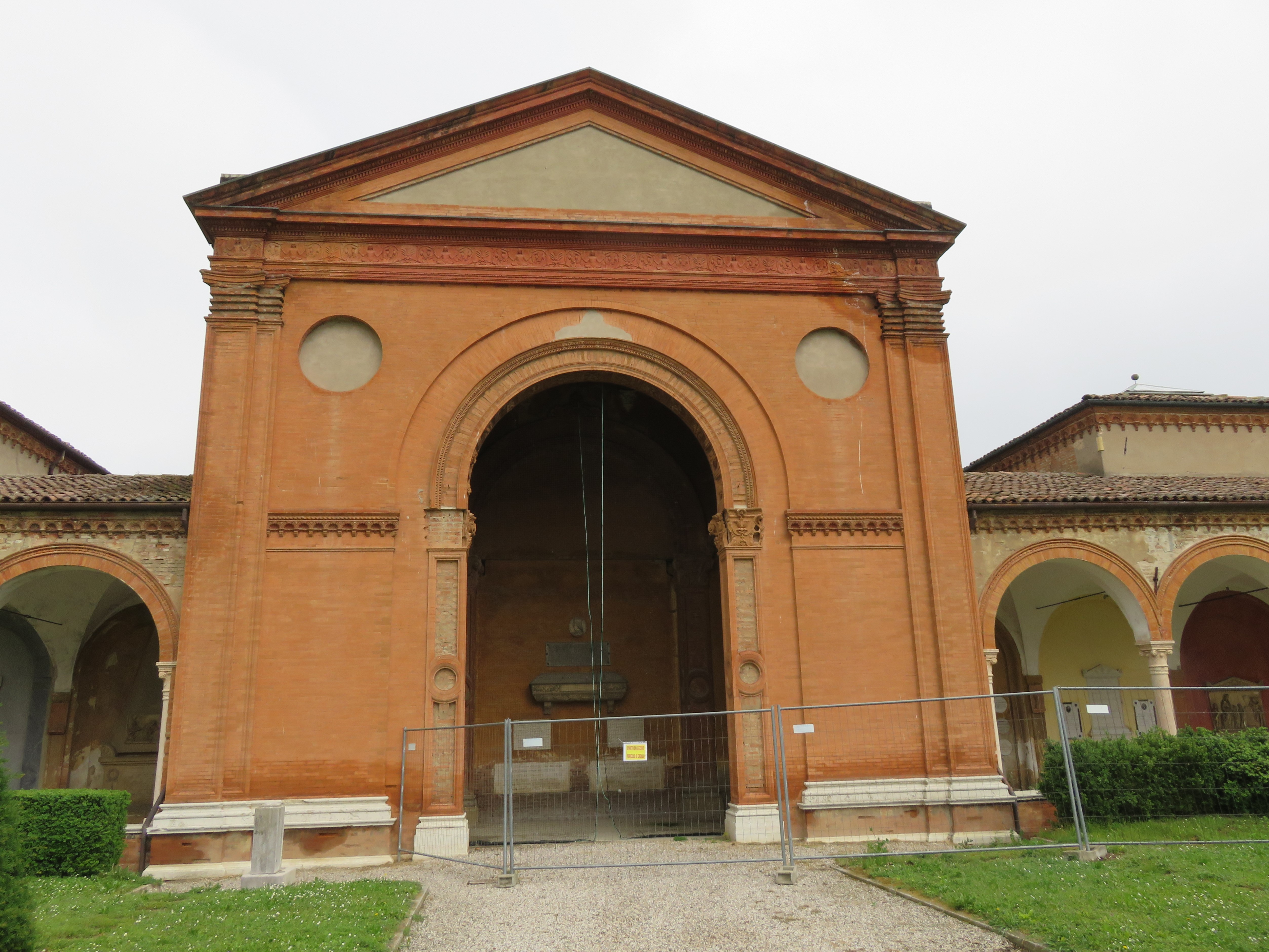
Erster Gran Claustro, Famedio mit Grab von Borso d’Este

Nicht weit von der Kartause entfernt, aber auch für die Straßenzufahrten deutlich abgetrennt, befindet sich der jüdische Friedhof bei der Via delle Vigne, auf dem u. a. Giorgio Bassani, Renzo Ravenna und sein Sohn Paolo Ravenna ruhen.

## Famedio von Borso d’Este
Die erste Große Kreuzgang, an der Südseite der Kirche San Cristoforo alla Certosa, wurde von Pietrobono Brasavola in etwa zehn Jahren ab 1452 erbaut, und sein Modell der Arkaden in der Loggia wurde dann vom Architekten Canonici bei seinen Erweiterungsarbeiten im 19. Jahrhundert aufgegriffen.
In der Mitte, auf der Rückseite, befindet sich das Grabdenkmal von Borso d’Este. Der Sarkophag aus dem 15. Jhdt. kann heute in dem später errichteten Famedio besichtigt werden. Daneben begann eine alte Landstraße, die das Gebiet der heutigen Piazza Ariostea erreichte.

## Famedio der Kriegsgefallenen
An der Nordseite der Kirche, bei den Mauern, wurde in den 1930er Jahren der zweite Große Kreuzgang gebaut. Er wurde 1933 von Carlo Savonuzzi entworfen, aber erst nach dem Zweiten Weltkrieg fertiggestellt. Am 20. August 1956 begannen die Arbeiten für den Bau eines Famedio, der hauptsächlich für die Gefallenen des Ersten und Zweiten Weltkriegs bestimmt war.

## Gedächtniskapelle der Gefallenen für die Freiheit
Die Gedächtniskapelle befindet sich im zweiten Großen Kreuzgang, in der Nähe des Famedio der Kriegsgefallenen. Am 16. November 2006 wurde hier die Asche von Alda Costa beigesetzt. Nach dem Erdbeben vom 20. und 29. Mai 2012 war der Bereich lange Zeit nicht zugänglich.

## Kunstwerke und Grabdenkmäler berühmter Persönlichkeiten

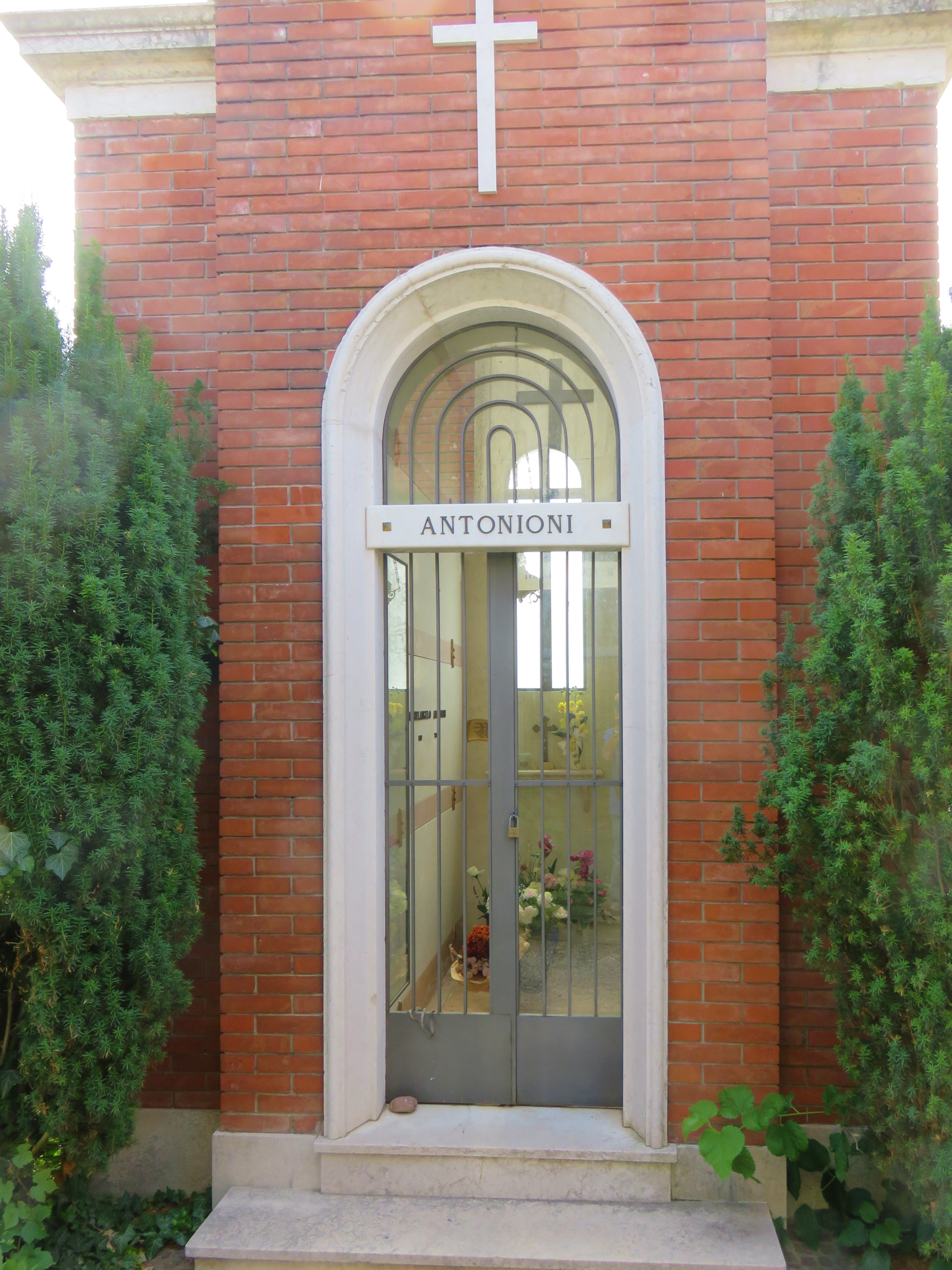
Grab von Michelangelo Antonioni.

Auf dem Friedhof befinden sich zahlreiche Grabdenkmäler bedeutender Persönlichkeiten oder das Werk berühmter Künstler.
- Grab von Michelangelo Antonioni.[7]
- Grab von Lyda Borelli
- Erstes Grabdenkmal und neues Grabdenkmal für Giovanni Boldini. Der erste wurde von Carlo Savonuzzi entworfen[8]
- Grabdenkmal für Leopoldo Cicognara, Werk von Antonio Canova.[9]
- Grabmal für Borso d’Este
- Grabmal für Antonio Foschini
- Grabmal für Luisa Gallotti BalboniSicherungsarbeiten auf dem Friedhof nach dem Erdbeben von 2012
- Grabmal für Corrado Govoni
- Grabmal für Giuseppe Mentessi
- Grabmal für Filippo de Pisis
- Grabmal für Gaetano Previati

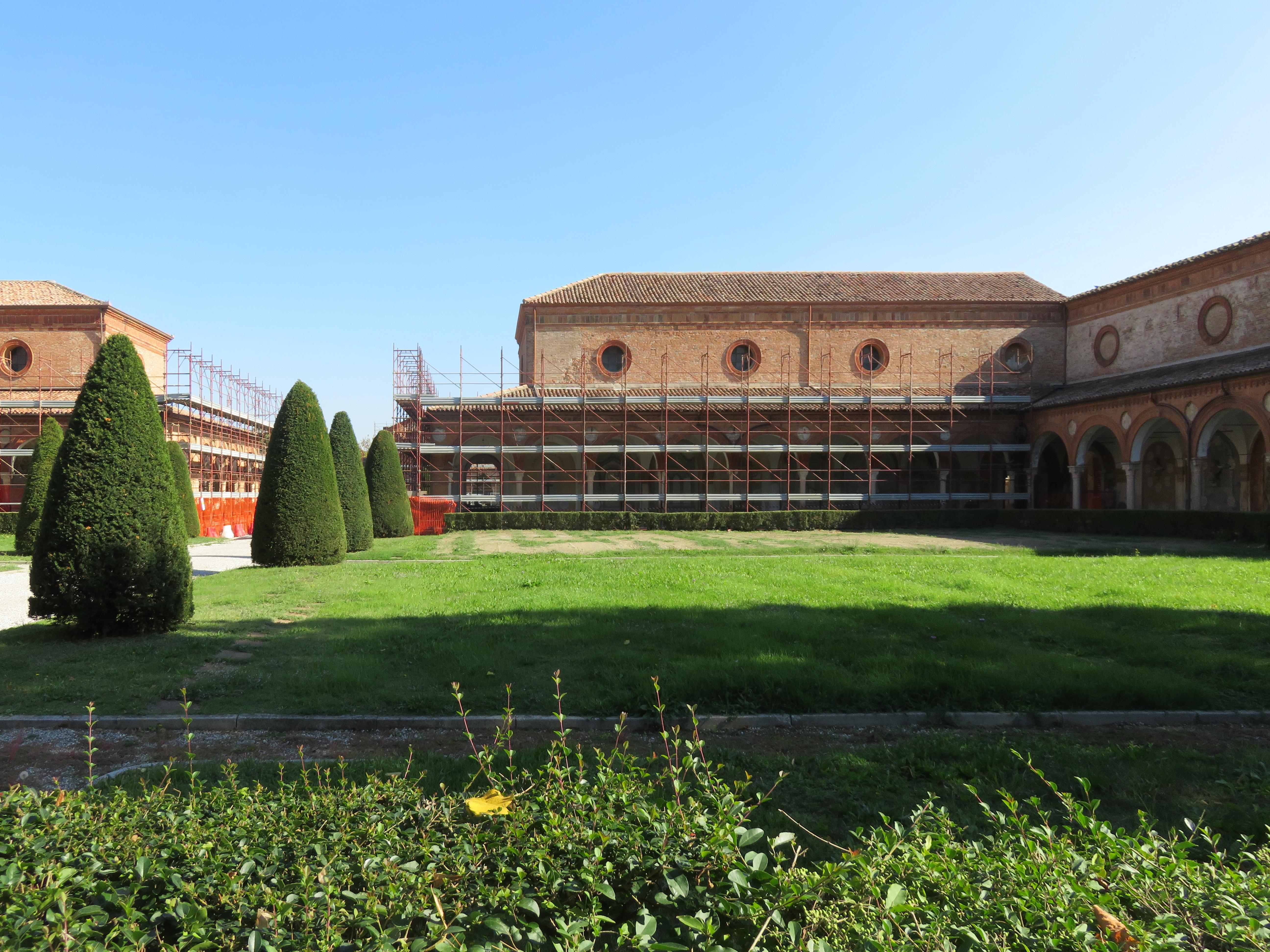
Sicherungsarbeiten auf dem Friedhof nach dem Erdbeben von 2012

- Grabmal mit Medaillon von  Mario Sarto.
- Grabmal für Celio Calcagnini
- Grabmal für Benvenuto Tisi da Garofalo
- Grabmal für Andrea Bolzoni
- Grabmal für Teodoro Bonati
- Grabmal für Carlo Mayr

### Mögliche Besichtigungen
Auf dem Cimitero monumentale di Ferrara können Gräbern von Persönlichkeiten besichtigt werden, welche mit der Geschichte von Ferrara verbunden sind, wie Giorgio Cini, Severino und Gustavo Navarra, Francesco Mayr, Giuseppe Agnelli, Carlo Grillenzoni, Gregorio Boari, Borso d’Este, Carlo Mayr, Giulio Righini, Celio Calcagnini, Alda Costa, Fausto Beretta, Girolamo Savonuzzi und Ferdinando Canonici oder von Literaten, Künstler und Kulturschaffende wie Giovanni Boldini, Michelangelo Antonioni, Florestano Vancini, Benvenuto Tisi Garofalo, Gaetano Previati, Filippo De Pisis, Corrado Govoni, Antonio Boldini, Giuseppe Mazzolani, Giuseppe Mentessi, Antonio Foschini, Vincenzo Monti, Antonio Sturla und Lanfranco Caretti.
Einige Gräber sind aus historischer, künstlerischer und religiöser Sicht von Bedeutung:
- Zelle der berühmten Ferraresi von Antonio Canova[13]
- Grabdenkmal für Giovanni Battista Costabili Containi von Pietro Tenerani
- Büste von Francesco Bonaccioli von Camillo Torreggiani
- Zelle Massari Zavaglia von Giulio Monteverde
- Grabmal für Lilia Magnoni Monti von Vincenzo Consani
- Grabmal Galloni von Cesare Zocchi
- Grabmal für Filippo Dotti  von Camillo Torreggiani
- Grabmal für Alessandro Strozzi von Giuseppe Maria Mazza
- Grabmal Zagatti von Pietro Arcangeli
- Grabdenkmal für Teodoro Bonati von Antonio d’Este
- Grabmal Lattuga von Luigi Legnani
- Grabmal Vincenzo Bonetti von Camillo Torreggiani
- Grabmal del marchese Villa Lancellotti von Giacomo De Maria und Bartolomeo Ferrari
- Grabmal Avogli Trotti von Luigi Legnani
- Grabmal für Paolo Bergami von Camillo Torreggiani
- Kreuzweg von Ulderico Fabbri
- Grabmonument für Roberto Fabbri von Giovanni Pietro Ferrari
- Büste von Ambrogio Zuffi von Ambrogio Zuffi
- Das Famedio der Gefallenen von Carlo Savonuzzi

sowie die Denkmäler auf dem Rasen vor der Anlage. Daneben gibt es Werke und Denkmäler von Pietro Canonica, Lorenzo Bartolini, Salvino Salvini, Leonardo Bistolfi (der Engel im Grabmal Forti und die Büste von Giorgio Baruffaldi), Arrigo Minerbi, Mario Sarto, Adolfo Magrini, Ciro Contini, Alfonso Borghesani, Libero Andreotti, Giuseppe Virgili, Enzo Nenci, Annibale Zucchini, Sergio Zanni, Maurizio Camerani und Mirella Guidetti Giacomelli sowie Werke von kleineren Künstlern, verschiedenen Dekorateuren und Bildhauern.

## Folgen des Erdbebens von 2012
Beim Erdbeben im Jahr 2012 wurde auch die Kartause schwer beschädigt.
Die Kirche San Cristoforo alla Certosa wurde für unzugänglich erklärt und viele Bereiche wurden wegen Einsturzgefahr für Besucher gesperrt. In der Folge wurde damit begonnen, den gesamten Komplex abzusichern.
Seit dem Frühjahr 2019 ist der Komplex wieder fast vollständig nutzbar.